# Антончик, Михаил Владиславович
Михаи́л Владисла́вович Анто́нчик (15 июня 1921, Киев — 8 июля 1998) — советский и украинский художник-живописец, член НСХУ, Заслуженный деятель искусств Украинской ССР (1970), Народный художник УССР (1982). Входит в неофициальный список 100 лучших художников Украины . Работы хранятся в украинских музеях . Работает в отрасли станковой живописи.

## Биография
Родился 15 июня 1921 года в Киеве.
В 1950 году окончил Киевский государственный художественный институт. Учился у таких учителей как А. Петрицкий, К. Елева. С 1949 года участвовал в художественных выставках. В 1970 году получил звание Заслуженного деятеля искусств Украинской ССР, а в 1982 стал Народным художником УССР. Награжден Почётной грамотой Президиума Верховной Совета УССР и медалью.
Художник много путешествует по городам и сёлам Украины. В 50-е годы Антончик создаёт ряд портретов и этюдов, оттачивая своё мастерство. Работает также в пейзаже, пишет картины "Окрестности Киева" (1957), "Вечер. Дубечня" (1958), "На море" (1962). Не обходит стороной художник и тему Т.Г. Шевченко. Так его композиции "Праздник в селе Моринцы. Открытие Дворца культуры" (1963-1964) впечатляют исторической правдивостью, мастерством изображать людей и умением раскрывать характерные особенности его персонажей на полотне. Художественный талант проявляется также и в его натюрмортах таких, как "Арбузы и яблоки" (1955), "Натюрморт с рыбой" (1963), "Лящи" (1963) и другие.

## Избранные работы
- «Портрет доярки К. Кошевой» (1949)
- «Анна Семеновна» (1961)
- «Праздник в селе Моринцы. Открытие Дворца культуры» (1963-64)
- «Золотой век» (1971)
- «Октябрем рожденные» (1963-64)
- «Колхозники» (1964-67)
- Триптих «Поэма о женщине» (1968-69)
- «Мои учителя. Кость Елева и Анатолий Петрицкий» (1971-72)
- «Хозяин родной земли» (1975)
- «Творцы» (1979)
- «Письма сына» (1983)
- «Земля родная» (1984)
- «Бессмертие» (1985)
- «Фронтовые письма» (1990)

## Семья
- Сын — Виктор Михайлович Антончик (1955 г.р.) — музыкант